# Cyamodus
Genre
Cyamodus (« dent inégale ») est un genre éteint de placodontes, connu grâce aux restes fossilisés découverts en Allemagne, au début de la deuxième moitié du XIXe siècle et nommé par Christian Erich Hermann von Meyer, en 1863. Les fossiles ont été datés de la période du Trias, des étages géologiques de l'Anisien et du Ladinien. Cyamodus mesurait aux alentours de 1,30 mètre de long.

## Description

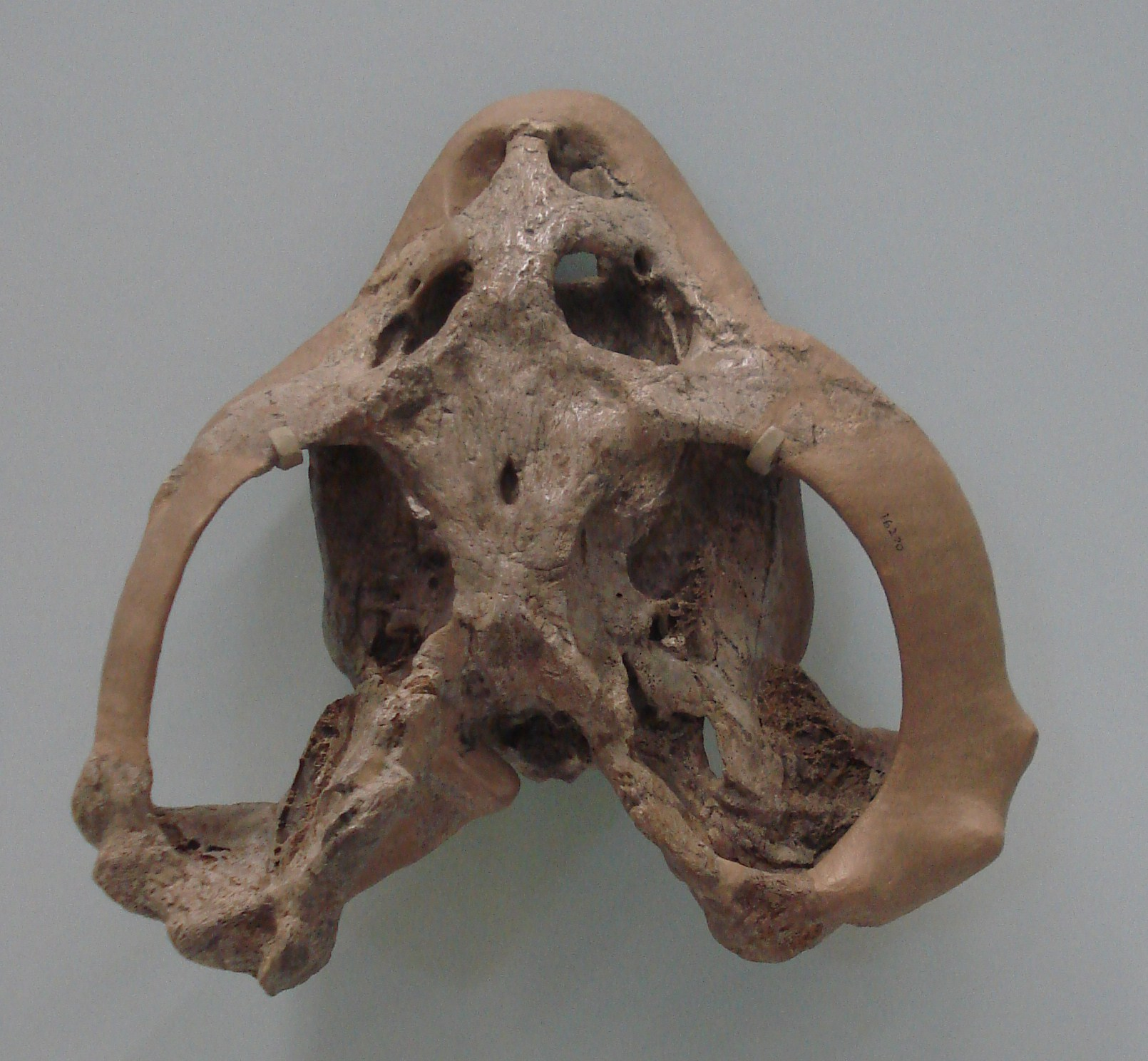
Crâne de C. rostratus.

Cyamodus était un nageur lourdement protégé qui se nourrissait principalement de coquillages qu'ils capturait et écrasait avec ses puissantes mâchoires. Le corps de Cyamodus, et particulièrement son armure, a été décrit comme possédant un aspect plat.
L'exosquelette est constitué d'une carapace en deux parties, sur la partie supérieure du corps. La plus grande moitié couvre Cyamodus du cou jusqu'aux hanches, englobant presque les membres. La seconde, plus petite recouvre les hanches et la base de la queue. Les réservoirs[Quoi ?] eux-mêmes sont couverts des plaques hexagonales ou circulaires de l'armure. Les carapaces sont couvertes de plaques hexagonales ou circulaires. 
Le crâne est large et en forme de cœur.
Cyamodus a été considéré comme un possible ancêtre des tortues modernes en raison de son large torse aplati couvert d'osselets dermiques, mais il ne l'est pas. Issu d'une sœur de Paraplacodus, Cyamodus est phylogénétiquement précédé par Placochelys, un autre placodonte du Trias.

### Espèces
Jusqu'à cinq espèces de Cyamodus ont été identifiées :
- C. rostratus
- C. munsteri
- C. tarnowitzensis
- C. hildegardis
- C. kuhnschneyderi

Cyamodus est le genre type de la famille des Cyamodontidae.